# سیه‌رخ مارگارت
سیه‌رخ مارگارت (نام علمی: Batis margaritae) نام یک گونه از سرده سیه‌رخ‌ها است.